# Merkwiller-Pechelbronn
Merkwiller-Pechelbronn (en alsacià Marikwiller-Bachelbrunn) és un municipi francès, situat a la regió del Gran Est, al departament del Baix Rin. L'any 1999 tenia 828 habitants.
Forma part del cantó de Reichshoffen, del districte de Haguenau-Wissembourg i de la Comunitat de comunes Sauer-Pechelbronn.

## Demografia
| 1962 | 1968 | 1975 | 1982 | 1990 | 1999 |
| ---- | ---- | ---- | ---- | ---- | ---- |
| 774  | 778  | 772  | 776  | 825  | 828  |

## Administració
| Període | Identitat       | Partit |
| ------- | --------------- | ------ |
| 2001-   | Paul Schiellein |        |